# Blackpool Dance Festival

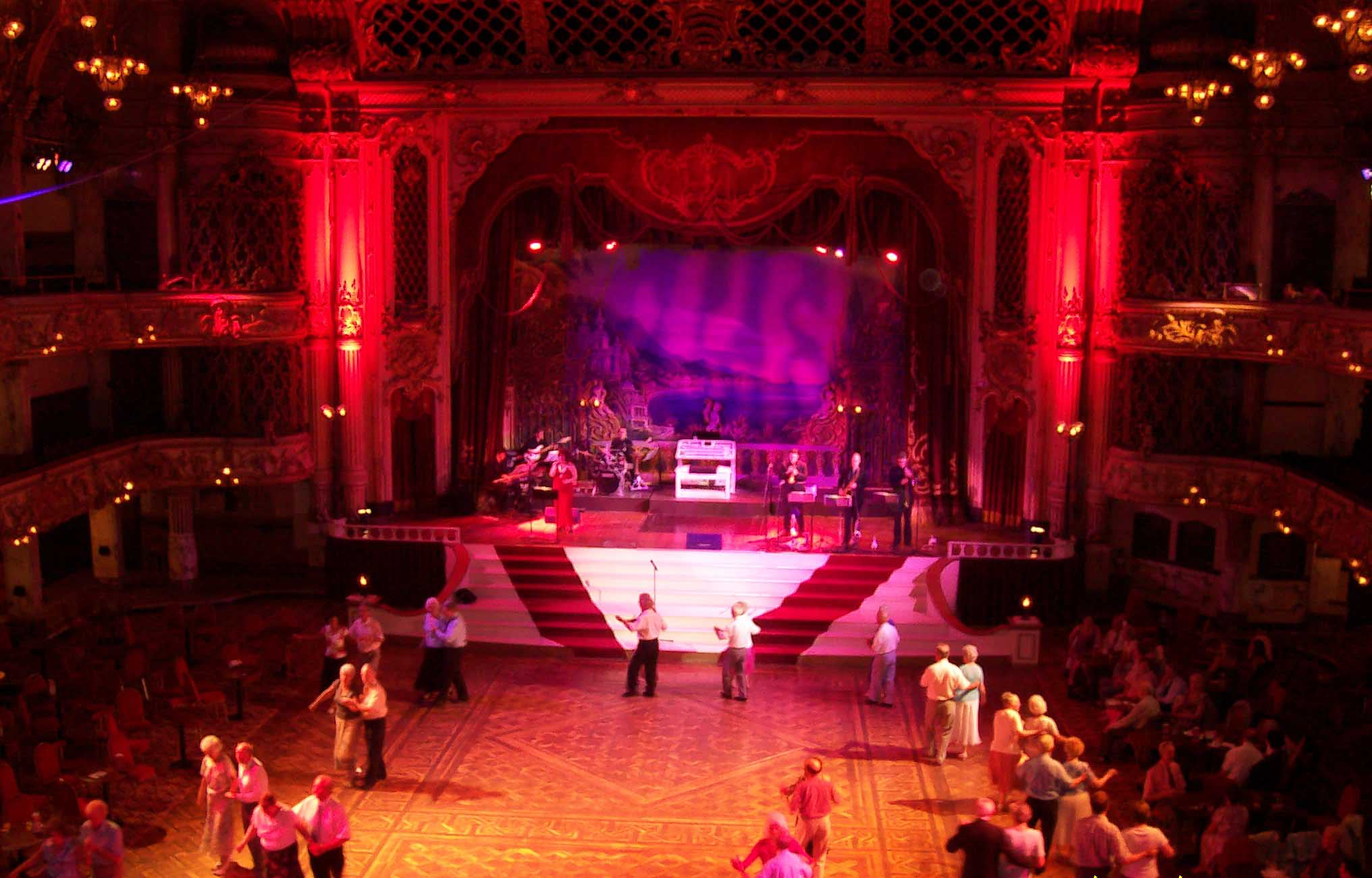
Mistrzostwa Świata Par Zawodowych w Tańcach Standardowych w Blackpool w 2005

Blackpool Dance Festival – najstarszy, największy i najbardziej prestiżowy na świecie coroczny konkurs tańca towarzyskiego o międzynarodowym znaczeniu. Odbywa się w Empress Ballroom na terenie Ogrodów Zimowych w Blackpool (Anglia). Pierwsza edycja odbyła się w 1920. W 2003 w festiwalu wzięło udział 1539 par reprezentujących 54 państwa. 
Organizowane co roku Mistrzostwa Świata Par Zawodowych w Tańcach Standardowych  (World Ballroom Dance Champions) często odbywają się w Blackpool (jedynie pomiędzy 1989 a 2005 aż cztery razy), aczkolwiek nie mają związku z Blackpool Dance Festival.